# Michelle Williams (sångare)
Tenitra Michelle Williams, professionellt känd som Michelle Williams, född 23 juli 1980 i Rockford i Illinois, är en amerikansk sångare, låtskrivare och skådespelare. Williams började sin musikkarriär som bakgrundssångare till artisten Monica. Under tidiga 2000-talet blev hon känd som en av medlemmarna i R&B-trion Destiny's Child, en av världens bäst säljande kvinnliga musikgrupper. Hennes arbete tillsammans med Destiny's Child har bidragit till flera priser och nomineringar, däribland en Grammy Award och en stjärna på Hollywood Walk of Fame. Som soloartist har hon mottagit en MOBO Award och nomineringar till Stellar Awards samt NAACP Theatre Awards. Williams har även uppmärksammats av American Society of Culture Critics för sitt arbete inom musik och teater.
Under ett uppehåll med Destiny's Child släppte Williams sin solodebut Heart to Yours (2002) vilken toppade den amerikanska Gospellistan och blev årets bäst säljande gospelalbum. Med den kritikerhyllade skivan vann sångerskan en MOBO Award i kategorin "Best Gospel Act". Billboard rankade Williams på en femteplats på listan "Top Gospel Artist of 2002". År 2004 släpptes hennes andra studioalbum Do You Know och Williams mottog sin andra MOBO-nominering. Efter att Destiny's Child splittrats släppte hon sitt första R&B-album som fick titeln Unexpected (2008). Skivan innehöll den internationella listnoteringen "We Break the Dawn" och Hot Dance Club Play-ettan "The Greatest".
Utöver musiken har Williams nått framgångar som skådespelare inom TV, Broadway och West End-teater vilket ledde till en NAACP Theatre Award-nominering i kategorin "Best Lead Female Actress" Hon gjorde sin Broadway-debut i musikalen Aida och har senare skådespelat i komediserien Half & Half samt produktionerna The Colour Purple, Chicago och What My Husband Doesn't Know. Hon har även varit domare programmen MTV's Top Pop Group och Gospel Dream. År 2010 var hon deltagare i den brittiska versionen av Let's Dance.

## Liv och karriär

### 1980–99: Tidiga år
Williams föddes den 23 juli 1980 i Rockford, Illinois. Hennes mamma var en sjuksköterska och pappan en bilförsäljare som uppfostrade Williams och ytterligare tre syskon i ett "stabilt och kärleksfullt hem". Hon gjorde sin musikaliska debut som sjuåring när hon framförde hymnen "Blessed Assurance" vid St. Paul Church of God in Christ. Hon sjöng senare i gospelgrupperna United Harmony och Chosen Expression. Hon tog examen vid Rockford Auburn High School med inriktning på musik och underhållning. Williams, som vid tidpunkten började tvivla på en karriär inom musik fortsatte att studera vid Illinois State University nu med inriktning på Kriminalpolitik. Efter två år lämnade hon skolan för att satsa på en musikkarriär. I oktober, 1999, började hon turnera som bakgrundssångare åt den Grammy-vinnande artisten Monica.

### 2000–02: Genombrott med Destiny's Child
Under sena 1999 träffade Williams Destiny's Child-medlemmarna Beyoncé Knowles och Kelly Rowland i en hotell-lobby i Atlanta. Några månader senare frågade Knowles en bekant om hon visste någon som kunde sjunga och eventuellt bli bandmedlem varpå denne nämnde Michelle Williams.

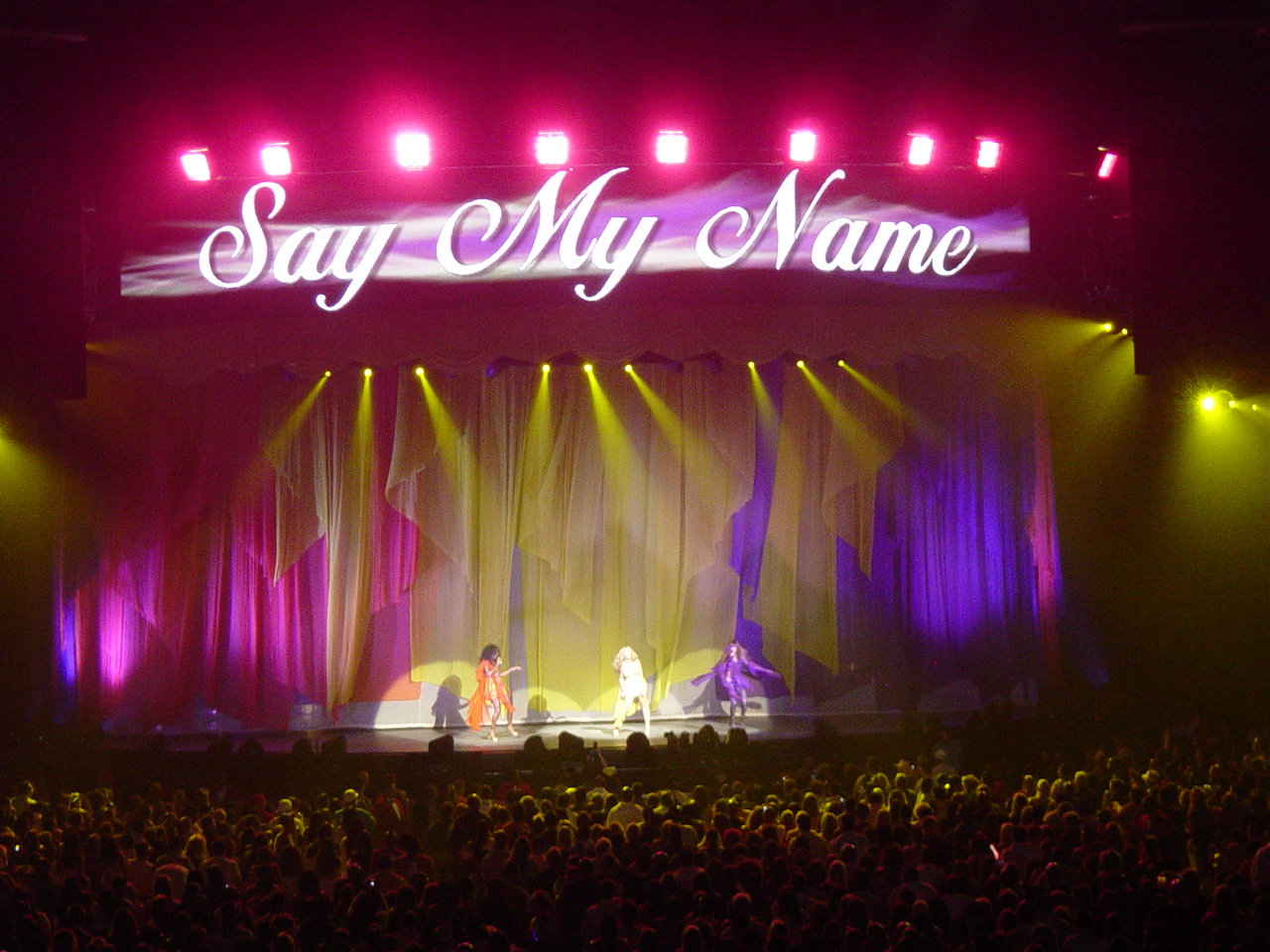
Destiny's Child framför deras hit "Say My Name" (2000) under deras konsert Destiny Fulfilled ... And Lovin' It.

Efter tumult och skriverier i kvällspressen blev Williams och Farrah Franklin officiella grupp-medlemmar och ersatte därmed LeToya Luckett och LaTavia Roberson utan de två sistnämnda sångerskornas vetskap. Efter gruppens superframgångar sedan mitten av 1990-talet ville Luckett och Roberson inte längre ha samma manager då de tyckte att han delade ut gruppens vinster oproportionerligt och favoriserade Knowles och Rowland. Problemen inom gruppen gjorde sig till känna när Williams och Franklin sågs i videon för singeln "Say My Name" vilket antydde att original medlemmarna redan bytts ut. Franklin lämnade gruppen efter bara fem månader vilket gjorde sig till känna under PR-besök och scenuppträdanden. Den nyblivna trion spelade in "Independent Women Part I" vilken inkluderades på soundtrackalbumet till filmen Charlies änglar. Låten blev gruppens största hit som toppade Billboard Hot 100 i elva veckor och cementerade gruppens nya utseende.
Efter singelns framgångar släppte Williams och Destiny's Child gruppens tredje studioalbum med den självbiografiska titeln Survivor. Den debuterade på förstaplatsen på Billboard 200 med en försäljning på 663.000 exemplar. Survivor sålde över 10 miljoner exemplar internationellt varav 4.1 av dessa såldes i USA. Utöver "Independent Women Part I" innehöll skivan listettorna "Bootylicious" och titelspåret "Survivor". Den sistnämnda ledde till en Grammy Award med utmärkelsen "Best R&B Performance by a Duo or Group with Vocals". Efter en julskiva, 8 Days of Christmas, meddelade gruppen att de skulle göra ett kortare uppehåll för att satsa på soloprojekt.

### 2002–04:Heart to Yours,AidaochDo You Know
Medan Williams fortfarande marknadsförde Survivor med Destiny's Child intensifierade hon arbetet på solodebuten Heart to Yours. Hon arbetade med sångarna Carl Thomas, Shirley Caesar och duon Mary Mary på material som förhöll sig inom genrerna kristen musik och samtida gospel. "En del gör gospel när deras karriärer börjar att lida mot sitt slut, men jag väljer att göra det nu när Destiny's Child är som populärast", förklarade Williams i en intervju vid albumutgivningen. "Det var inget påfund av mig utan jag ville göra det eftersom gospel är en del av mitt inre." Heart to Yours gavs ut den 16 april 2002 och bemöttes med starkt positiva recensioner från kritiker. Williams blev den första av medlemmarna i gruppen att ge ut solomaterial. Skivan sålde 17.000 exemplar första veckan efter utgivning och debuterade på plats 57 på amerikanska albumlistan Billboard 200. På landets officiella Gospellista debuterade arbetet på andraplatsen och nådde förstaplatsen vecka efter. Heart to Yours blev årets bäst säljande gospelalbum med över 200.000 sålda exemplar i USA. En musikvideo regisserades av Sylvain White till skivans första och enda singel; "Heard a Word". Heart to Yours bidrog till en MOBO Award med utmärkelsen "Best Gospel Act" samt en rad andra prisnomineringar så som en Stellar Award ("New Artist of the Year"), en GMWA Excellence Award ("Female Vocalist of the Year Urban Contemporary") och en GMA Dove Awards i kategorin "Traditional Gospel Recorded Song of the Year" för hennes och Shirley Caesars duett "Steal Away To Jesus". Billboard noterade Williams på en femteplats på listan "Top Gospel Artist of 2002".
Efter marknadsföringen av Heart to Yours gjorde Williams sin skådespelardebut i musikalen Aida och ersatte därmed Toni Braxton som titelkaraktären i broadway-pjäsen vars musik skapades av Elton John och Tim Rice. Williams lämnade musikalen år 2004. Rollen togs då över av den kanadensiska R&B-sångaren Deborah Cox.
Medan Beyonce Knowles och Kelly Rowland gav ut deras respektive solodebuter uppehöll sig Williams i inspelningsstudion för att skapa hennes andra studioalbum Do You Know. Hon återförenades med majoriteten av kompositörerna på föregående skiva, däribland Solange Knowles, Dawkins & Dawkins och brodern Erron Williams. Skivan gavs ut den 26 januari 2004. Trots positiva recensioner från kritiker som prisade hennes egenskaper som låtskrivare blev Do You Know aldrig lika framgångsrik som föregående album. Första veckan efter utgivning sålde skivan 10.000 exemplar och debuterade på plats 120 på Billboard 200. Williams' skiva hade större framgångar på Billboards förgreningslistor. Den debuterade på andra respektive tredjeplatsen på listorna Top Gospel Albums och Top Christian Albums. Do You Now återutgavs senare med flera, fram till dess, outgivna låtar. Fram till mars, 2008 hade sångerskans skiva sålts i 78.000 exemplar.

### 2005–07:Destiny FulfilledochThe Color Purple

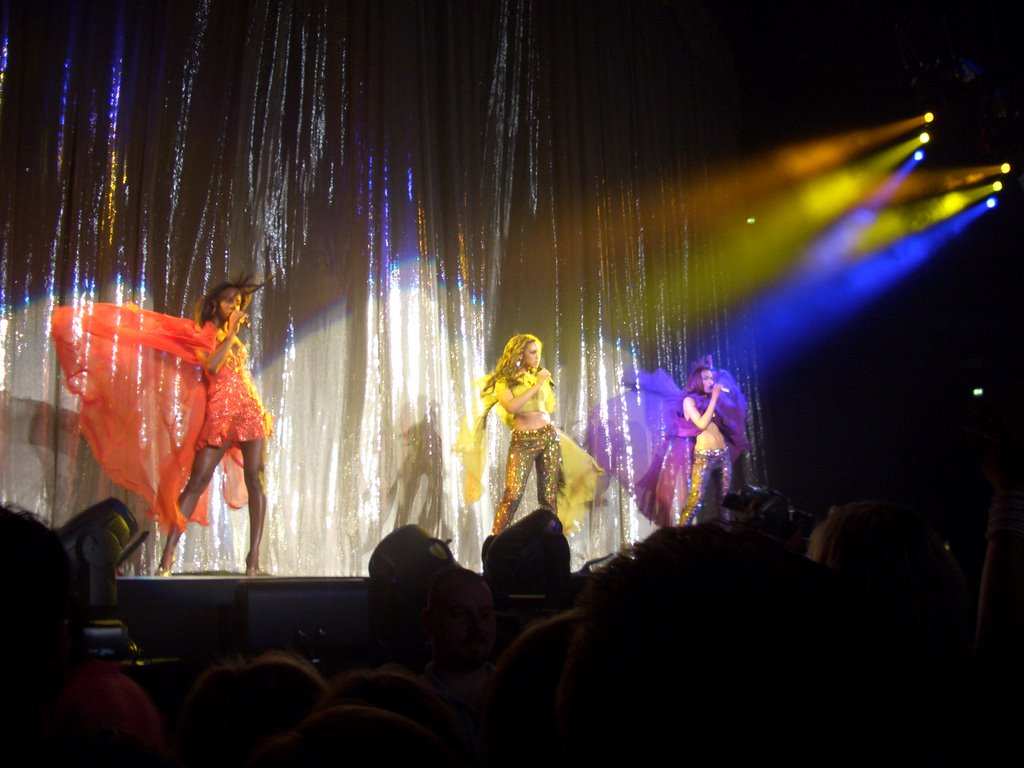
Destiny's Child uppträder under deras sista turné, Destiny Fulfilled ... And Lovin' It

Efter tre år återförenades Destiny's Child med deras sista studioalbum Destiny Fulfilled som gavs ut i november 2004. Skivan nådde andraplatsen på Billboard 200 och framhävde singlarna "Lose My Breath", "Soldier", "Girl" och "Cater 2 U". För att marknadsföra albumet åkte trion på en världsturné; Destiny Fulfilled ... And Lovin' It som startade i april och avslutades i september samma år. Gruppen avslöjade att de skulle splittras efter de sista Nordamerikanska showerna. I oktober 2005 gav gruppen ut ett samlingsalbum; #1's, som innehöll deras framgångsrikaste singlar samt tre nya låtar. Destiny's Child belönades med en stjärna på Hollywood Walk of Fame i mars 2006. Dom erkändes även som en av världens bäst säljande tjejgrupper genom tiderna.
Efter Destiny's Childs uppbrott gjorde Williams sin TV-debut i UPN:s komediserie Half & Half där hon spelade rollen som Naomi, en skivbolagschef som smittats av HIV. Senare samma år var hon en av gästsångarna på FOX:s realityserie Celebrity Duets där hon framförde duetter med skådespelarna Alfonso Ribeiro och Jai Rodriguez. I april, 2006, framförde Williams "America the Beautiful" vid högtiden Wrestlemania 22 som anordnades av World Wrestling Entertainment i sångerskans hemstad Chicago. Under första kvartalet av 2007 gick Williams samman med Oprah Winfreys framgångsrika broadwaymusikal The Color Purple och uppträdde under tillställningens nationella turné som började i Cadillac Palace Theatre. Williams beskrev jobbet som en "dröm som gått i uppfyllelse". I musikalen spelade hon rollen som blues-sångaren Shug Avery vilken mottog positiv kritik.

### 2008–10:Unexpected, musikaler och skivbolagsbyte
I mars, 2008, avslöjade Columbia Records och Music World Entertainment att Williams var redo att ge ut sitt tredje studioalbum med titeln Unexpected. Skivan märkte en stiländring för Williams som valde att byta genre från Gospel till R&B. I en intervju sade hon; "Att sälja så många skivor som jag gjorde och bli bemött så varmt var fantastiskt. Det är bara det att nu är jag redo för något nytt. Jag vill få mitt namn och ansikte ut i mediavärlden på ett annat sätt. Williams jobbade ihop med flera producenter och låtskrivare till projektet. Däribland Stargate, Rico Love, the Heavyweights, Wayne Wilkins, Andrew Frampton och duon Soulshock & Karlin. Huvudsingeln "We Break the Dawn" hade premiär i juni, 2008, och bemöttes väl av musikkritiker som ansåg att den var en "underbar blandning av Europeisk dansmusik och amerikansk R&B". Låten blev Williams' mest framgångsrika singelutgivning som nådde fjärdeplatsen på amerikanska danslistan Hot Dance Club Play och förstaplatsen på radiolistan Hot Dance Airplay. och nådde topp-femtio på Storbritanniens singellista UK Singles Chart samt plats 38 på Ungerns singellista. Låtarna "The Greatest" och "Hello Heartbreak" gavs ut innan albumet. Den förstnämnda skickades till popradio medan den andra trycktes upp som marknadsföringssingel till nattklubbar. "The Greatest" blev Williams' andra förstaplatshit på den amerikanska danslistan och rankades på plats 39 på Billboards Year-End Dance Chart. Unexpected gavs ut den 7 oktober 2008, och debuterade på plats 11 respektive 42 på Top R&B/Hip Hop Albums och Billboard 200. Första veckan efter utgivning hade sångerskans album sålts i 14.000 exemplar. Fram till januari hade 32.000 kopior av Unexpected sålts.

## Diskografi
- Heart to Yours (2002)
- Do You Know (2003)
- Unexpected (2008)